# Сільськогосподарський район штату Ріу-Гранді-ду-Норті (мезорегіон)
Сільськогосподарський район штату Ріу-Гранді-ду-Норті (порт. Mesorregião do Agreste Potiguar) — адміністративно-статистичний мезорегіон в Бразилії, входить в штат Ріу-Гранді-ду-Норті. Населення становить 414 021 чоловік на 2006 рік. Займає площу 9367,384 км². Густота населення — 44,2 чол./км².

## Склад мезорегіону
В мезорегіон входять наступні мікрорегіони:
1. Байша-Верді
2. Борборема-Потігуар
3. Агресті-Потігуар

| Бразилія | Це незавершена стаття з географії Бразилії. Ви можете допомогти проєкту, виправивши або дописавши її. |